# Martin de Briey
René Martin, dit (à partir de 1926) Martin de Briey, né le 29 mai 1882 à Mirecourt dans les Vosges et mort le 15 novembre 1953 à Senlis, est un homme de lettres et un journaliste de tendance nationaliste et catholique, rallié à la collaboration sous l'Occupation.

## Biographie
René Martin est le dernier des sept enfants de Jean-Joseph Martin, luthier archetier à Mirecourt, et de Rose Mougenot. Ses tantes se disaient alliées des anciens seigneurs de Briey, partie annexée de la Lorraine, motif pour lequel il prendra le pseudonyme de Martin de Briey à partir des années 1920.
Après l’école des sœurs de Saint Vincent de Paul, il est admis au petit séminaire de Châtel-sur-Moselle où il reçoit une formation musicale, puis revient à seize ans travailler chez son père, avant de s'engager chez un notaire comme clerc rédacteur.
Après son service militaire à Toul, il travaille dans la librairie de Mirecourt et décide de devenir journaliste. Il devient gérant du journal nationaliste et catholique La Liberté, ce qui lui vaut deux condamnations pécuniaires pour diffamation.
En novembre 1904, il devient secrétaire de rédaction de L’Avenir de l’Est à Saint-Dié, journal d’un groupement de catholiques sociaux animé par l’abbé Dumontel.
Il épouse en 1905, Henriette Thiéry, de Mirecourt (décédée en 1912) dont il eut deux enfants, puis en secondes noces en 1913, Marguerite Morel dont il eut trois enfants.
En 1906, il devient rédacteur en chef de La Croix de Lorraine à Épinal. Sa réputation de polémiste est consacrée. De mai 1910 à septembre 1913, il revient à Saint-Dié pour diriger Le Petit Déodatien, organe du parti royaliste, financé par le commandant Picot. Il devient ensuite à Dijon délégué du journal La Bonne Presse.
Mobilisé en 1914, il est blessé et affecté à l'arrière le restant de la guerre.
Il s’établit à Paris, rencontre Maurice Barrès, et reprend son activité de journaliste: il rédige le bulletin des Vosgiens de Paris Chez nous, est rédacteur au Nouvelliste de Lyon puis à La République Française, à La République Démocratique, au Petit Bleu jusqu’en 1934. Il est aussi le fondateur en 1927 avec Félix Chevrier, puis le rédacteur en chef du journal mensuel Le Vosgien, organe de la société des Vosgiens de Paris.
Il se met au service de divers hommes politiques, dont Paul Guinot, et devient directeur de la Fédération des aveugles civils. En 1938, il a quitté le journalisme qui ne lui permet pas de nourrir sa famille de cinq enfants pour devenir agent d'assurances à Nancy.

En 1940, avec la débâcle, il se réfugie à Bordeaux puis en Gascogne avec sa famille, puis il regagne Nancy où un nouveau quotidien vient d'être créé en août 1940 par les Allemands, L'Écho de Nancy, qui remplace L'Est Républicain. Ce journal publie à partir de novembre 1940 ses « cahiers intimes d'un écrivain lorrain sur le désastre français ». Il devient par la suite l'un des éditorialistes de ce quotidien, dès janvier 1941. Il y tient un argumentaire collaborationniste. Il fonde aussi en octobre 1942 et dirige un périodique mensuel, Le Lien, tout aussi collaborationniste et antisémite : il est sous-titré « Cahier mensuel du centre d'action de l'Est pour le ralliement français au nouvel ordre européen » et il appuie la Légion des volontaires français contre le bolchevisme (LVF),. Il se pare du titre de président régional des Amis de la LVF. Au lendemain de l'attentat raté contre Hitler du 20 juillet 1944, il va jusqu'à écrire dans L'Écho de Nancy : 

« Qu'est-il besoin de crier « vive Hitler ! » avec toute sa foi de Français, de révolutionnaire, d'Européen ? Hitler vit ! Et il vit non pas parce que l'on peut désirer ou ne pas désirer qu'il vive, mais parce que, inexorablement et dans la limite de la nécessité de sa mission, il ne peut pas ne pas vivre ! Et cela est aussi un signe que, Hitler vivant, l'Europe conserve la certitude vivante de sa victoire. »

Il suit en Allemagne une partie des équipes du journal à partir de septembre 1944. En mai 1945, il est arrêté à Nancy à son retour d'Allemagne, jugé à Nancy les 30 et 31 juillet par la Cour de justice de cette ville avec trois autres anciens journalistes de L'Echo de Nancy, condamné à mort pour collaboration,. Il est cependant gracié en septembre ; sa peine est commuée en une peine de travaux forcés à perpétuité. 
Sa fille ainée est jugée en septembre 1945 par cette même Cour. Marie-Thérèse-Paul Martin, née en 1908, est employée des postes à Nancy jusqu'en 1943. En parallèle, elle sert de secrétaire à son père, publie des contes, retouchés par son père, dans L'Echo de Nancy, devient la correspondante de l'hebdomadaire allemand Signal, adhère aux Amis de la LVF et s'occupe du Lien. En septembre 1944, elle suit son père et L'Echo de Nancy en Allemagne et y travaille comme secrétaire-dactylo. Elle est condamnée à dix ans de travaux forcés. Deux autres de ses filles, nées d'un second mariage et plus jeunes, sont jugées en novembre 1945 par la Chambre civique de Nancy et condamnées chacune à cinq ans de dégradation nationale pour avoir travaillé en Allemagne, puis pour avoir travaillé à Nancy pour une entreprise allemande pour l'une et pour L'Echo de Nancy pour l'autre et enfin pour avoir suivi leur père en Allemagne où elles ont travaillé pour L'Echo de Nancy. 
Libéré en septembre 1951, toujours frappé d'indignité nationale, il est recueilli à Senlis chez sa fille aînée.

## Œuvres
- Debout les morts,
- Les Vosges, choses et gens de chez nous, Paris, Association des Vosgiens de Paris, 1922, 316 p. (préface de Jules Méline)
- La Maria-Fosca, chronique des maîtres luthiers lorrains, Amiens, édition Edgar Malfère, 1926, (nouvelle édition, à Épinal, Édition du Sapin d'or, 2005). Chronique sur le milieu des dentelières de Mirecourt.
- Les Berceaux désertés,
- Le Jardin de Vaudémont, Paris, édition Les Livres nouveaux, 1939 (roman, Prix Erckmann-Chatrian)
- Princesse Pitzi, ou l'Atelier de Cho l'archetier,
- Que la paix soit avec nous, Paris, Édition du Fuseau, 1964, 187 p. (édition posthume)